# Park Sumiyoshi
Park Sumiyoshi (jap. 住吉公園 Sumiyoshi Kōen) – park w dzielnicy Suminoe, w Osace, w Japonii. 
Najstarszy park w Osace, otwarty w 1873 roku. Był niegdyś częścią chramu shintō Sumiyoshi-taisha. Jest obecnie parkiem miejskim z klombami, stawami, placami zabaw i kortami.

## Galeria

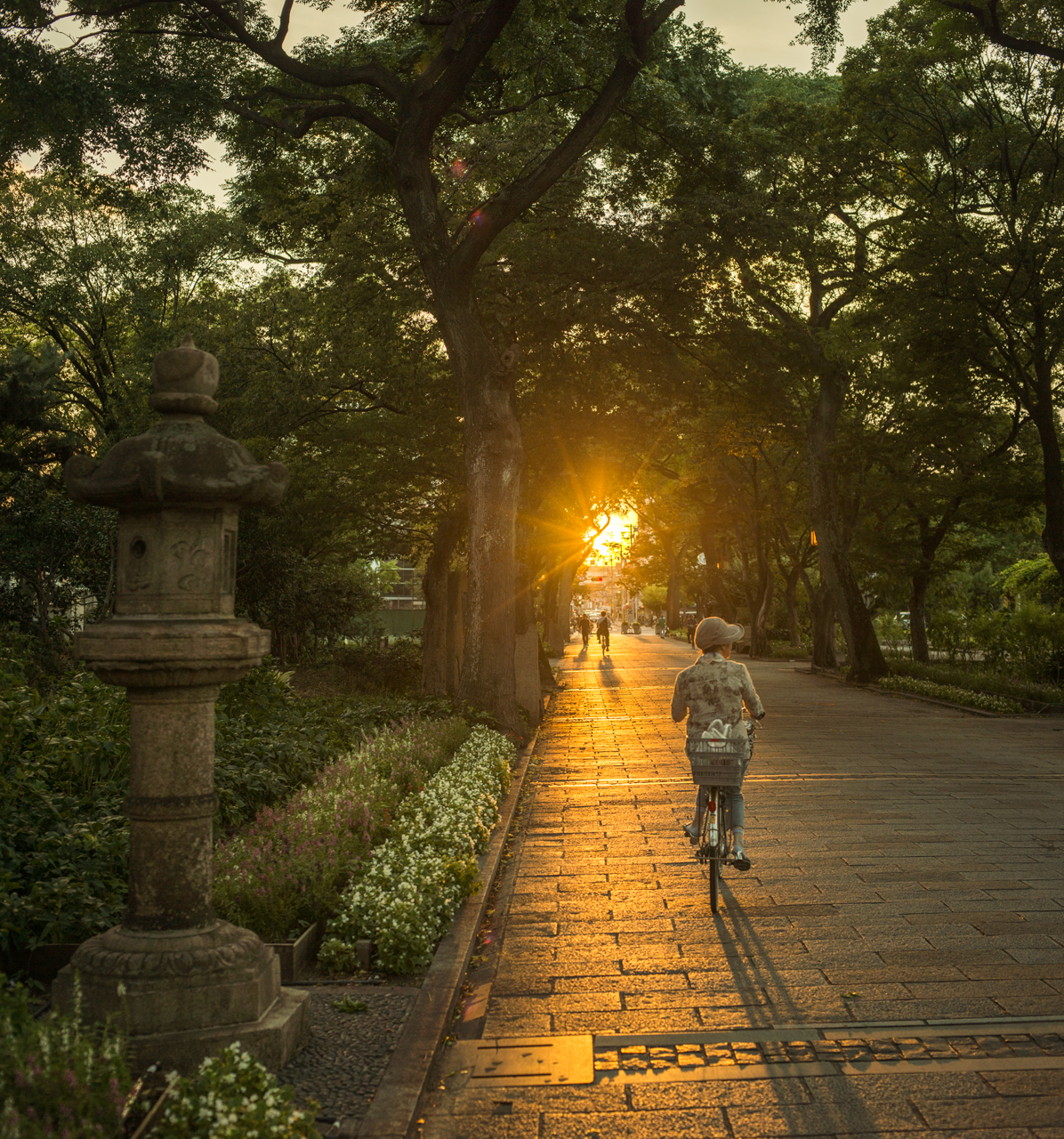
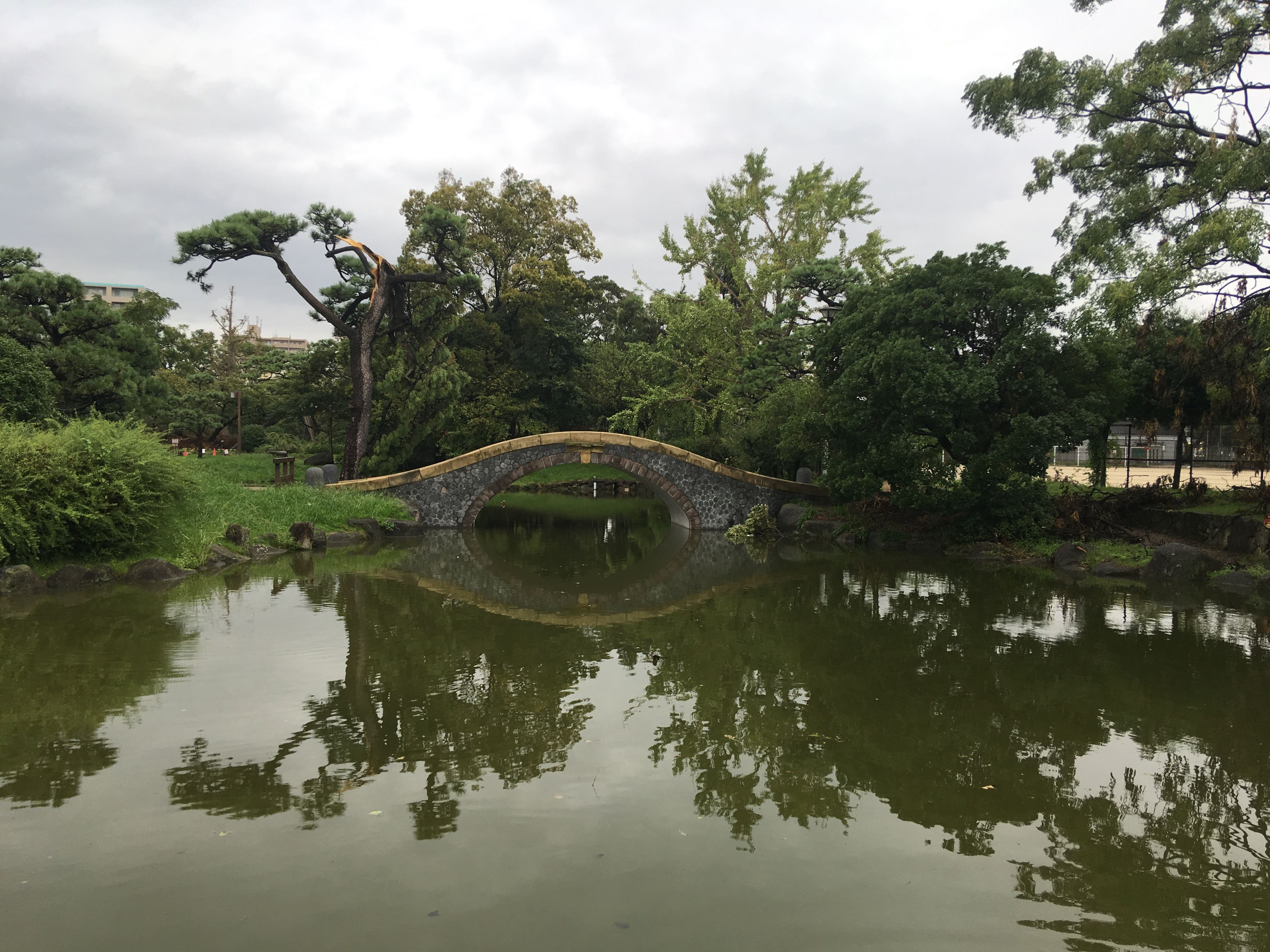